# Verwaltungsgemeinschaft Greußen
In der Verwaltungsgemeinschaft Greußen aus dem thüringischen Kyffhäuserkreis haben sich die Stadt Clingen und sechs Gemeinden zur Erledigung ihrer Verwaltungsgeschäfte zusammengeschlossen.
Sitz der Verwaltungsgemeinschaft ist in Greußen, das der Verwaltungsgemeinschaft nicht angehört.

## Gemeinden
1. Clingen, Stadt
2. Niederbösa
3. Oberbösa
4. Topfstedt
5. Trebra
6. Wasserthaleben
7. Westgreußen

## Geschichte
Die Verwaltungsgemeinschaft wurde am 25. März 1992 gegründet. Zum 29. November 1994 kam Trebra hinzu. Zum 1. Januar 1996 kam Niederbösa zur Verwaltungsgemeinschaft. Zum 1. Dezember 2010 schloss sich die Stadt Großenehrich der Verwaltungsgemeinschaft an. Am 31. Dezember 2012 kam die Gemeinde Oberbösa aus der aufgelösten Verwaltungsgemeinschaft Kyffhäuser hinzu. Zum 1. Januar 2021 fusionierten Greußen, Großenehrich und Wolferschwenda, das nicht zur Verwaltungsgemeinschaft gehört hat, zur neuen Landgemeinde Greußen, die zeitgleich die Verwaltungsgemeinschaft verließ.